# Platymantis cagayanensis
Platymantis cagayanensis är en groddjursart som beskrevs av Brown, Alcala och Arvin Diesmos 1999. Platymantis cagayanensis ingår i släktet Platymantis och familjen Ceratobatrachidae. IUCN kategoriserar arten globalt som starkt hotad. Inga underarter finns listade i Catalogue of Life.